# Alan Morse
Alan Morse (Los Angeles, 22 agosto 1958) è un chitarrista statunitense noto per la sua militanza nella rock band Spock's Beard.

## Carriera
È il fratello del co-fondatore Neal Morse, che ha lasciato la band nel 2002. Morse è sposato con Kathryn Morse e ha due figli, Julia e John. Ha collaborato   con molti artisti tra cui Chad & Jeremy, Spencer Davis, e Ryo Okumoto. Insieme alla chitarra, canta e suona il theremin e il violoncello.  Morse ha una laurea in ingegneria elettrica e possiede un'azienda di produzione elettronica, DynaMetric, Inc. Morse è uno dei pochissimi chitarristi rock a non usare il plettro.
Il primo album da solista di Morse, Four O'Clock & Hysteria, è stato pubblicato il 13 aprile 2007.

## Discografia

### Album solisti
- 2007 - Four O'Clock and Hysteria

### Con gli Spock's Beard
- 1995 – The Light
- 1996 – Beware of Darkness
- 1998 – The Kindness of Strangers
- 1999 – Day for Night
- 2000 – V
- 2002 – Snow
- 2003 – Feel Euphoria
- 2005 – Octane
- 2006 – Spock's Beard
- 2010 – X
- 2013 – Brief Nocturnes and Dreamless Sleep
- 2015 – The Oblivion Particle
- 2018 – Noise Floor